# Iñigo Lekue
Iñigo Lekue Martínez (ur. 4 maja 1993 w Urduliz) – hiszpański piłkarz występujący na pozycji obrońcy w Athletic Bilbao.